# Невшатель (кантон)

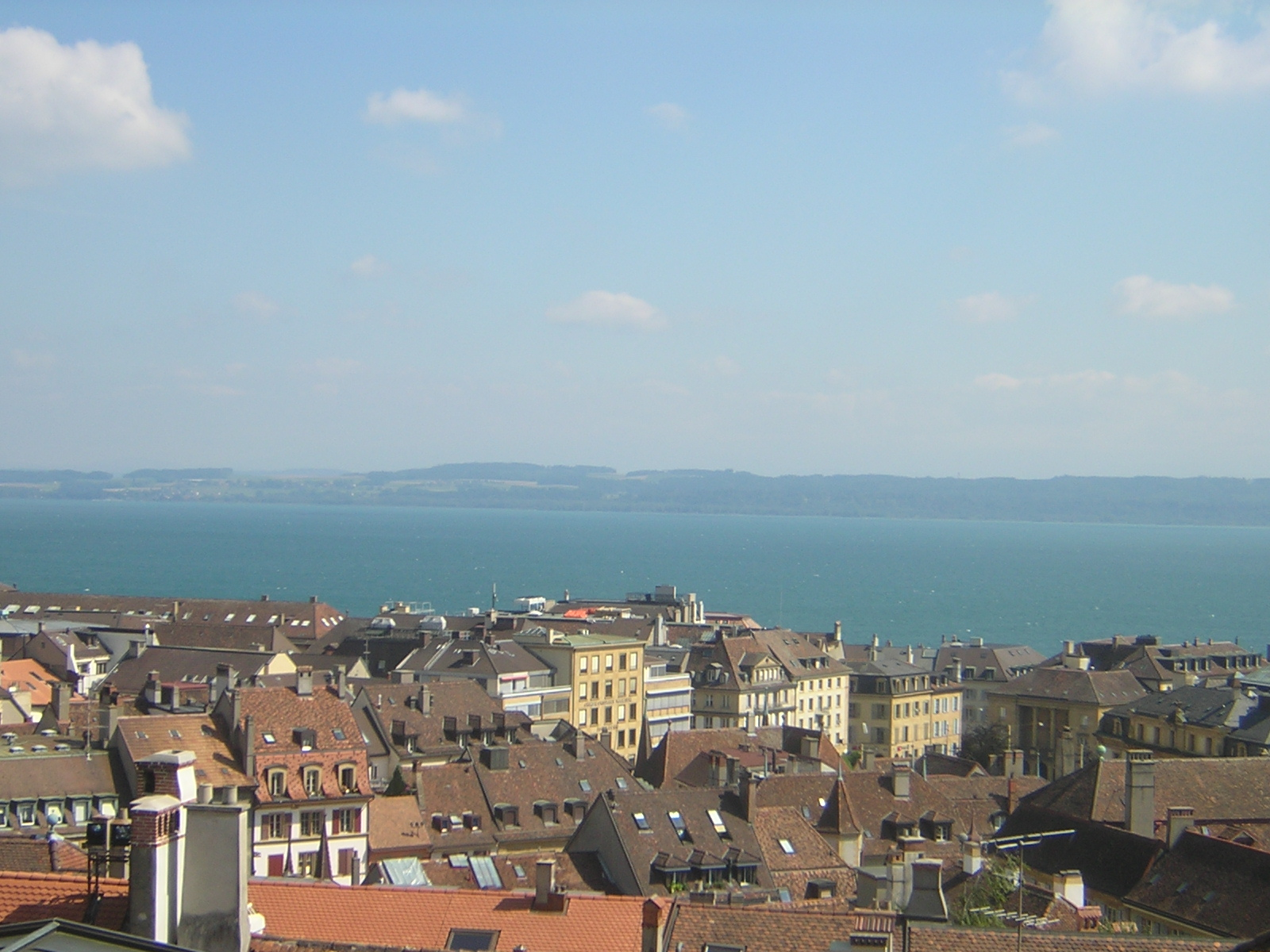
Місто Невшатель та однойменне озеро

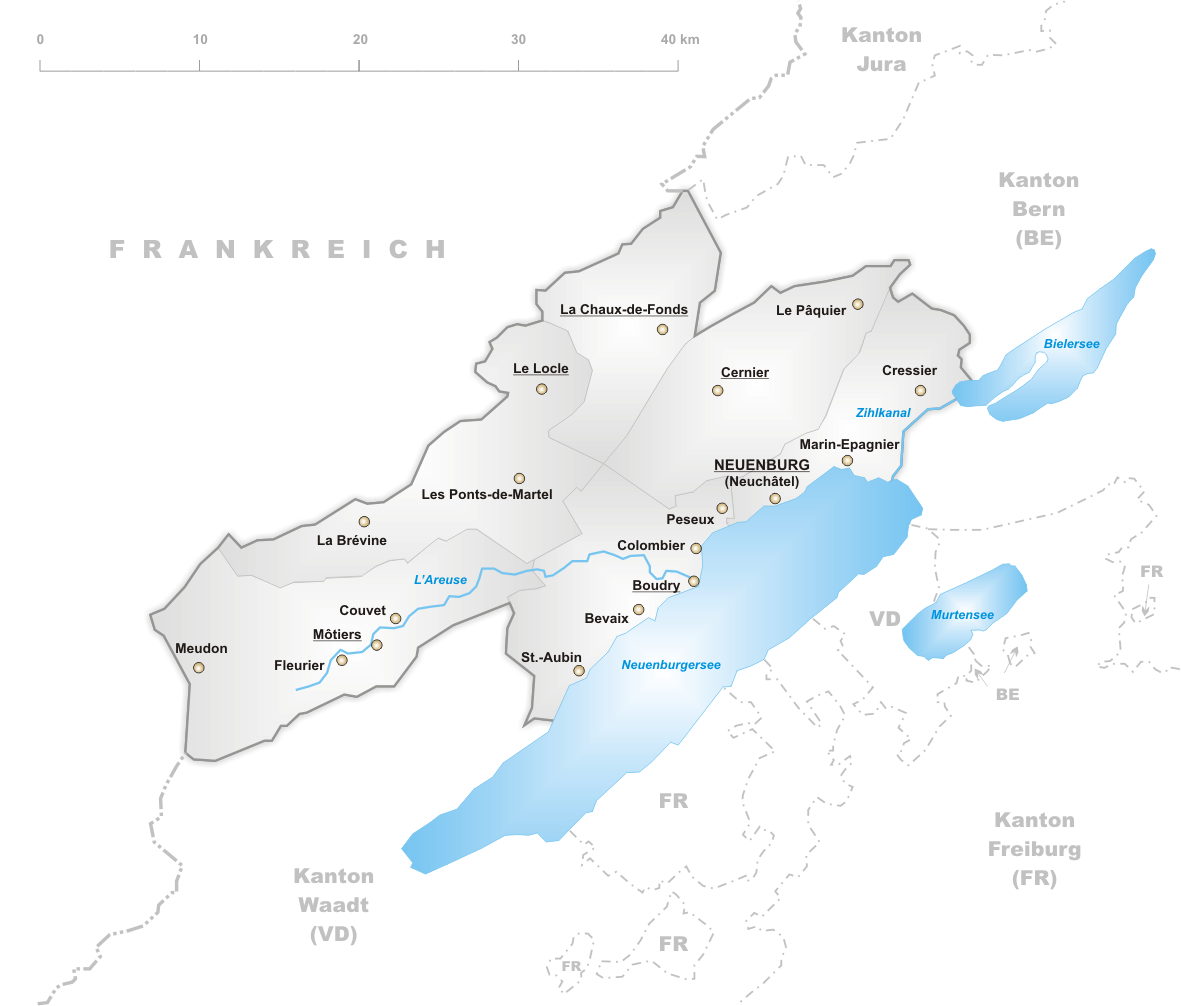
Райони кантону Невшатель

Республіка і кантон Невшатель, або Невшатель (фр. Neuchâtel, нім. Neuenburg) — франкомовний кантон на заході Швейцарії. Адміністративний центр — місто Невшатель.

## Географія
Площа 803 км² (15-е місце серед кантонів). Регіон розташований на заході Швейцарії на західному березі озера Невшатель. Кантон межує на заході з Францією, на півночі — з кантонами Юра (Jura) і Берн (Bern), на сході — з кантонами Фрібур (Fribourg) і Во (Vaud), кордон на сході проходить по Невшательському озері, а на півдні — з кантоном Во (Vaud). З південного заходу на північний схід простягається гірський ланцюг Юра.
Кантон зазвичай поділяють на три регіони. Виноробний регіон розташований вздовж озера. На цій території містяться численні виноградники. Північніше простягається регіон Les Vallées, у ньому розташовані дві найбільші долини кантону — Ruz Valley та Val de Travers. Обидві долини розташовані на висотах понад 700 м над рівнем моря. Найвищим регіоном кантону є Невшательські гори з вершинами від 900 м до 1065 м.

## Населення
Більшість населення — франкомовні швейцарці. Щодо релігійної приналежності, то у кантоні історично переважали протестанти. Однак, впродовж останніх десятиліть суттєво збільшилась кількість католиків. У 2000 році 38 % населення кантону визнавали себе протестантами, 31 % — католиками.
Загальна чисельність населення кантону Невшатель станом на 2011 рік становила 173 183 осіб. Більшість жителів проживає у населених пунктах, розташованих вздовж берега озера Невшатель. Середня щільність населення становить 209 осіб на км² (542 осіб на квадратну милю).
У столиці кантону, місті Невшатель, проживає 33 412 осіб, найбільшим за чисельністю населення містом кантону є Ла Шо-де-Фон (37 843 мешканців). Трохи менше чверті населення кантону становлять іноземні громадяни.

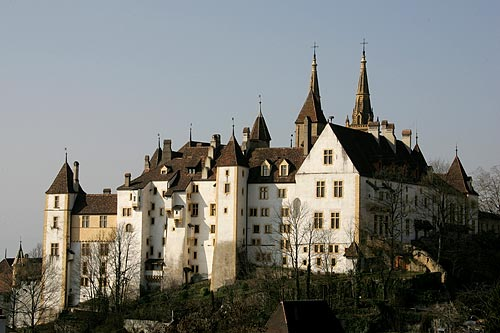
Замок Шато Невшатель, у якому розташований уряд кантону

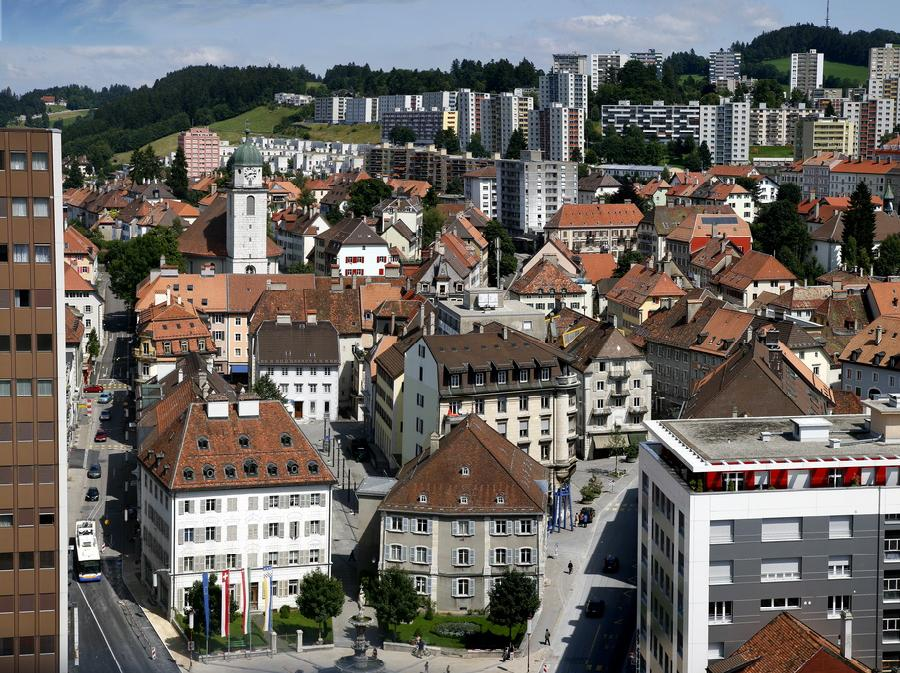
Ла-Шо-де-Фон, найбільше місто кантону Невшатель

## Історія
Кантон Невшатель утворений з однойменного князівства, яке виникло в Середньовіччі як володіння молодших Церінгенів, яке перейшло на початку XVI століття до Лонгвіля, а після смерті Марії Немурської — до Гогенцоллернів. За Шенбруннським миром 1805 року перейшло під владу Французької імперії. Імператор Наполеон призначив свого начальника штабу Бертьє, принцом Невшателю. Після короткого маршалівського правління, князівство стало частиною Швейцарської конфедерації у 1815 році, але на повноцінний кантон з республіканською формою правління було перетворене тільки сорок років по тому.

## Економіка
Кантон добре відомий своїми винами з виноградників, розташованих уздовж берега озера Невшатель, а також своїм абсентом. Val-de-Travers славиться як батьківщина абсенту, який тепер знову легалізований в Швейцарії та в усьому світі. У гірських долинах розвивається молочне тваринництво і скотарство, а також розведення коней. Годинникова промисловість розвивається у так званій «Долині годинників» (Watch Valley). У кантоні функціонують такі вищі навчальні заклади як Haute école de gestion de Neuchâtel та Університет Невшателя.

## Управління
Законодавча влада в кантоні належить Великій раді, виконавчу владу представляє Державна рада (Staatsrat), яка складається з п'яти членів. На виборах до Державної ради, які відбулись 26 квітня 2009 року перемогу здобула FDP, яка зуміла зайняти три місця. Два місця — у SP.

## Особистості
- Едуард Бове (1797—1849) — засновник годинникарної фірми Бове.
- Едуард Жюве (1820—1886) — засновник годинникарної фірми Жюве.